# Status quaestionis
Status quaestionis (lett. "stato della questione") è una locuzione latina usata in ambito scientifico e  tradotta come "stato della ricerca" o "stato dell'arte (della ricerca)". Essa trova comunemente impiego nella letteratura accademica per riferirsi in modo sintetico all'insieme dei contributi di altri autori accumulato nel tempo, che è necessario per comprendere l'oggetto di discussione. 
L'espressione è usata anche per indicare il concetto secondo cui si dovrebbe prima conoscere ciò che altri hanno detto o scritto su un certo argomento prima di iniziare a studiarlo in prima persona. Inoltre, essa si riferisce  alle opere scritte che cercano di riassumere lo stato dell'arte in un determinato settore disciplinare, al consenso accademico e alle aree che rimangono da sviluppare su un determinato argomento.
La frase è spesso usata da storici del mondo antico, classicisti, teologi, filosofi, biblisti e studiosi in campi correlati, come la storia della Chiesa.
È consuetudine che sia il primo passo di qualsiasi ricerca scientifica, in particolare delle tesi di dottorato di ricerca.